# Dobrodeia av Kiev
Dobrodeia av Kiev, född okänt år, död 1131, var en rysk och sedan bysantinsk prinsessa och vetenskaplig författare. Hon skrev "Alimma" ('Oljor'), som har kallats den första medicinska avhandlingen skriven av en kvinna.
Hon var dotter till Mstislav I av Kiev och Kristina Ingesdotter och gifte sig cirka 1122 med den bysantinske prinsen Alexios Komnenos.